# Ashburn (Missouri)
Ashburn é uma cidade  localizada no estado americano de Missouri, no Condado de Pike.

## Demografia
Segundo o censo americano de 2000, a sua população era de 51 habitantes.

## Geografia
De acordo com o United States Census Bureau tem uma área de 
0,3 km², dos quais 0,3 km² cobertos por terra e 0,0 km² cobertos por água. Ashburn localiza-se a aproximadamente 140 m acima do nível do mar.

## Localidades na vizinhança
O diagrama seguinte representa as localidades num raio de 20 km ao redor de Ashburn. 